# جون كريستوفر ماهوني
جون كريستوفر ماهوني (بالإنجليزية: John Christopher Mahoney)‏ هو قاضي ومحامي أمريكي، ولد في 19 ديسمبر 1882 في كورك في جمهورية أيرلندا، وتوفي في 18 نوفمبر 1952.